# 亲密 (2022年电影)
是2022年上映的成长题材劇情片，为法国、比利时、荷兰三国合拍，由比利时导演盧卡斯·東特执导，东特与安杰洛·蒂森斯编剧，是两人自2018年电影《芭蕾少女夢》后再度携手，演员阵容则包括伊登·丹布林、古斯塔夫·德·瓦埃勒、愛蜜麗·德奎恩和莉娅·德鲁克。电影讲述13岁的莱奥和雷米在漫长的暑假期间发展出一段天真无邪的亲密关系，回到学生后被身边人投以别样的眼光，让两人变得十分慌乱。面对时不时出现的侮辱、侵犯性言论，莱奥决定和雷米保持距离。
影片首映礼于2022年5月26日在第75屆坎城影展上举行，最终凭借不俗的口碑拿下评审团大奖。影片于2022年11月1日在法国上映，由Diaphana Distribution负责发行，11月2日由Lumière在比荷盧聯盟发行。影片获提名第95屆奧斯卡金像獎最佳国际影片奖，此外赢得比利时影评人协会的安德烈·卡文斯最佳影片奖。

## 剧情
在某个偏远的小乡村，同样13岁的男生里奥和雷米發展出一段亲昵关系，他们习惯互相依偎着小睡，会一起出外遊玩和上下學，互相談心事，晚上也經常睡在同一張床上，兩人比親兄弟還親。雷米是苏菲唯一的孩子，愛屋及烏，苏菲也把里奥当成自己的孩子，对两人这段关系看待十分坦然。
就这样，两人无忧无虑地度过了暑假，开学后在同一个教室上课。也是在这个时候，两人的亲昵关系开始起了变化，同学向他们投来异样的眼光，当中甚至有女生公开问他们是不是一对。面对敏感的提问，里奥极力否认，雷米则是一言不发。里奥对这种氛围感到极为不安，开始从表面上和雷米保持距离，努力结交新朋友，还参加属于“男子汉”的冰棍球运动，不让雷米加入，希望融入环境，不被人排斥。到后来即便两人独处，里奥也不愿意和雷米亲近。
雷米觉得自己受到忽视，尤其是里奥拒绝讓他睡在同一張床上，刻意不和他一起上學，以及對他來看他打冰棍球試探想加入表現的不情願。里奥仍然在乎雷米，但却希望和雷米保持一段「距離」，而不去寻找一个两人都能接受的解决方案，两个人也没有找信赖的人帮助。这种情感上的冲突最終演变成激烈的争吵，雷米心灰意冷，决定完全退出这段关系。他不再和里奧搭話，每天茶饭不思，深锁在自己的房间里。后来雷米没有参加学校组织的旅游，班里的同学这才知道雷米自杀了。
里奥很清楚这是雷米退出感情后引发的，但后来学校为班上的人提供心理辅导，他没跟任何人说这件事。然而同学在雷米的讣告中说他是一个活泼开朗的男孩，里奥看到后十分郁闷。他极力压抑内心的痛苦，利用冰棍球队和父母的园艺生意转移注意力，希望能摆脱这种情绪。他开始与同学建立初步的友谊，结果发现这些友谊根本无法替代他跟其他人建立的关系。出于本能，里奥知道自己应该和苏菲聊聊，但又担心会刺激到她。由于雷米没有留下遗书之类的线索，苏菲也不知道他为什么会自寻短见。
直到第二年暑假刚开始，里奥才鼓起勇气，直接找到苏菲的公司吐露真相。苏菲开车送里奥回家，里奥突然责怪起自己，说不应该就此离他而去。苏菲也无法冷静下来，要里奥下车。里奥发狂似地跑进树林，苏菲见情况不妙立马追上去，发现里奥正拿着一根棍子，神情十分慌张。里奥预感到苏菲会就雷米的死责怪自己，但意外的是，苏菲温柔地拥抱了他，而且还耐心地安抚他的情绪。两人相拥而泣，苏菲没有责怪里奥，里奥压抑的紧张情绪终于得到释放。
不久后，里奥再次找苏菲，但苏菲家已经人去楼空，应该是搬走了。里奥走过雷米跑过的田野，带着宽慰的心情接受好友的离去。

## 阵容
- 伊登·丹布林（德语：Eden Dambrine） 饰 里奥（Léo）
- 古斯塔夫·德瓦勒（Gustav De Waele） 饰 雷米（Rémi）
- 愛蜜麗·德奎恩 饰 苏菲（Sophie），雷米的母亲
- 莉娅·德鲁克（英语：Léa Drucker） 饰 娜塔莉（Nathalie）
- 凯文·詹森斯（英语：Kevin Janssens (actor)） 饰 彼得（Peter）
- 马克·魏斯（Marc Weiss）饰 伊夫（Yves）
- 伊戈尔·范·德塞尔（法语：Igor van Dessel） 饰 查理（Charlie）
- 莱昂·巴特尔（Léon Bataille）饰 巴蒂斯特（Baptiste）

## 制作
2018年12月19日，消息指导演盧卡斯·東特将为个人的口碑处女作《芭蕾少女夢》拍摄续作，编剧安杰洛·蒂森斯与制片人迪克·英彭斯再度携手合作，影片片名暂未公开。东特表示新片“会有所不同，但会保留《芭蕾少女夢》的风格”，“以酷儿为主角”。编剧过程中，东特受到心理学家奈奥比·威（Niobe Way）的著作《深藏的祕密: 男孩的友誼和聯繫的危機》（Deep Secrets: Boys’ Friendships and the Crisis of Connection）启发，这本书记载了奈奥比对青春期男生之间亲密关系的研究。东特以书中反复出现的“亲密友谊”（close friendship）一词命名电影。
电影的后续发展直到2020年7月23日才传出，当时消息指东特公开选拔两名男主角的人选，计划由素人演员出演，选角工作将在8月底进行。此外，电影计划在次年夏天上映。试镜对象面向法语和荷兰语都懂的人，后来试镜工作结束后，东特决定采用法语拍摄。2020年10月20日，消息指电影定名为《亲密》，国际销售代理The Match Factory参与制作。东特的兄弟米夏埃尔也参与制作。2021年6月29日，电影入选欧洲电影资助资金一年一度的合拍片资助名单，获得30万欧元补助。
主体拍摄于2021年7月9日启动。当天消息指愛蜜麗·德奎恩和莉娅·德鲁克将参与主要角色。提到新作，东特表示：“《芭蕾少女夢》收获满满的旅程结束三年后，能这些优秀的演员和剧组回到片场非常开心，尤其是在剧情深得我心的情况下。”

## 发行
影片于2022年5月26日在第75屆坎城影展首映，入选主竞赛单元，角逐金棕榈奖，最终收获评审团大奖。电影还入选2022年悉尼电影节正式竞赛单元，应对悉尼电影奖（Sydney Film Prize）。
影片于2022年11月1日在法国上映，由Diaphana Distribution负责发行，11月2日由Lumière在比荷盧聯盟发行。美国发行权由A24收购，2022年12月2日在纽约及洛杉矶部分电影院上映一周，2023年1月27日公映。
流媒体服务MUBI买下英国、爱尔兰、拉丁美洲、土耳其和印度的发行权。

## 反响

### 专业评价
汇总媒体烂番茄根据87条专业影评打出92%的新鲜度，平均得分8.5/10。网站共识写道：“《亲密》用温柔有力的表演看待童年纯真一面的丧失，虽然操纵人的结局破坏了体验，但大部分时间还是挺感人的。”Metacritic根据25条影评打出81/100的平均分，表示“普遍好评”。东特的剧本及导演工作让本片给影评人留下深刻印象，其中处理青少年及出柜议题的表现手法及叙事结构受到赞赏。影评人也认可片中男演员的表现。盧卡·格達戈尼諾的作品《请以你的名字呼唤我》（2017年）被认为与本片有异曲同工之妙。
《衛報》影评人彼得·布拉德肖打出4/5分，认为电影所讲的故事“令人不安”。虽然“幡然醒悟的青少年如今成为了人际关系及LGBT议题的语言，片中友情的结束还是挺打击人的”。从两位主角的关系中，他发现两人都对“没有坚持自我，对恐同投降”的行为表达愤怒，因为“成年人的生活经验完全不能解释这件事”。此外，他对演员们的表演印象深刻，认为德瓦勒和丹布林“非常出色”，德奎恩和德鲁克的出场“很有价值” 。
《荷里活報道》的莱斯利·费尔珀（Leslie Felperin）认为电影讲了一段“自杀与内疚的故事”，“虽然令人心碎，但感情丰富”。他认为“东特和他的团队虽然知道如何用令人惊叹的魔法般的镜头调高情绪表盘”，但剧情中的感情外化“处在矫枉过正地边缘”，还好东特“及时踩下刹车”，以安抚观众。《每日电讯报》的罗比·柯林（Robbie Collin）打出5/5星的高分，称导演的工作“天衣无缝”，场景“用了轻如羽毛的笔触，处理得非常好”，总的来说就是“一部关于友谊的出色电影，或许也是一部讲孤独的更出色的电影。”
意大利《共和國報》撰稿人罗伯特·内波蒂（Roberto Nepoti）认为电影的剧情可以分成两部分，上半部分讲“田园牧歌式”的童年生活，前半部分讲青春期，用主角的变革导向戏剧。后半部分，他认为是在“敏感的性问题还不成熟、不明确的情况下，用灵巧的手法来处理”。他称赞剧本是“大师之作”，认为导演对角色所处氛围的调配“具象征性”，虽然后半部分导演过度迎合观众的情感，“让自己被可悲的诱惑束缚了”。
IndieWire对戛纳的75位影评人进行调查，结果《亲密》获提名电影节的最佳电影。东特与克萊兒·德尼的《正午之星》共同夺得评审团大奖。影片还在2022年6月举行的悉尼电影节上获得大奖。
2022年9月16日，比利时宣布选送《亲密》参加第95屆奧斯卡金像獎最佳国际影片奖的角逐，最终入选12月的初选名单。

### 奖项
| 大奖                      | 颁奖日期       | 奖项                           | 获得者                                                                  | 结果 | 参考          |
| ------------------------- | -------------- | ------------------------------ | ----------------------------------------------------------------------- | ---- | ------------- |
| 戛纳电影节                | 2022年5月28日  | 金棕榈奖                       | 盧卡斯·東特                                                             | 提名 | [ 31 ]        |
| 戛纳电影节                | 2022年5月28日  | 评审团大奖                     | 盧卡斯·東特                                                             | 獲獎 | [ 31 ]        |
| 戛纳电影节                | 2022年5月28日  | 酷兒金棕櫚獎                   | 盧卡斯·東特                                                             | 提名 | [ 32 ]        |
| 悉尼电影节                | 2022年6月19日  | 悉尼电影奖                     | 《亲密》                                                                | 獲獎 | [ 28 ]        |
| 米什科尔茨国际电影节      | 2022年9月17日  | 艾默利·普萊斯柏格奖            | 《亲密》                                                                | 提名 | [ 33 ]        |
| 米什科尔茨国际电影节      | 2022年9月17日  | CICAE奖                        | 《亲密》                                                                | 獲獎 | [ 34 ]        |
| 汉普顿国际电影节          | 2022年10月15日 | 最佳剧情片                     | 《亲密》                                                                | 獲獎 | [ 35 ]        |
| 米尔谷电影节              | 2022年10月18日 | 观众最喜爱的国际电影（非英语） | 《亲密》                                                                | 獲獎 | [ 36 ]        |
| 芝加哥影展                | 2022年10月21日 | 金雨果奖                       | 《亲密》                                                                | 提名 | [ 37 ] [ 38 ] |
| 芝加哥影展                | 2022年10月21日 | 银雨果评审团大奖               | 《亲密》                                                                | 獲獎 | [ 37 ] [ 38 ] |
| 芝加哥影展                | 2022年10月21日 | 金酷儿雨果奖                   | 《亲密》                                                                | 獲獎 | [ 37 ] [ 38 ] |
| 蒙特克莱尔电影节          | 2022年10月30日 | 优秀青少年演员评审团奖         | 伊登·丹布林                                                             | 獲獎 | [ 39 ]        |
| 塞维利亚欧洲电影节        | 2022年11月12日 | 吉拉尔迪罗金奖                 | 《亲密》                                                                | 提名 | [ 40 ]        |
| 塞维利亚欧洲电影节        | 2022年11月12日 | 评审团金奖                     | 《亲密》                                                                | 獲獎 | [ 40 ]        |
| 塞维利亚欧洲电影节        | 2022年11月12日 | 最佳男主角                     | 伊登·丹布林                                                             | 獲獎 | [ 40 ]        |
| 英国独立电影奖            | 2022年12月4日  | 最佳国际独立电影               | 盧卡斯·東特、安杰洛·蒂森斯、米夏埃尔·东特、迪克·英彭斯                  | 提名 | [ 41 ]        |
| 國家評論協會奖            | 2022年12月8日  | 最佳外語片                     | 《亲密》                                                                | 獲獎 | [ 42 ]        |
| 歐洲電影獎                | 2022年12月10日 | 最佳影片                       | 《亲密》                                                                | 提名 | [ 43 ]        |
| 歐洲電影獎                | 2022年12月10日 | 最佳導演                       | 盧卡斯·東特                                                             | 提名 | [ 43 ]        |
| 歐洲電影獎                | 2022年12月10日 | 最佳编剧                       | 盧卡斯·東特、安杰洛·蒂森斯                                              | 提名 | [ 43 ]        |
| 歐洲電影獎                | 2022年12月10日 | 最佳男主角                     | 伊登·丹布林                                                             | 提名 | [ 43 ]        |
| 歐洲電影獎                | 2022年12月10日 | 欧洲大学生电影奖               | 《亲密》                                                                | 提名 | [ 44 ]        |
| 华盛顿特区影评人协会奖    | 2022年12月12日 | 最佳外语片                     | 《亲密》                                                                | 提名 | [ 45 ]        |
| 芝加哥影评人协会奖        | 2022年12月14日 | 最佳外语片                     | 《亲密》                                                                | 提名 | [ 46 ]        |
| 圣路易斯影评人协会奖      | 2022年12月18日 | 最佳国际电影                   | 《亲密》                                                                | 提名 | [ 47 ]        |
| 达拉斯—沃斯堡影评人协会奖 | 2022年12月19日 | 最佳外语片                     | 《亲密》                                                                | 亚军 | [ 48 ]        |
| 比利时影评人协会奖        | 2022年12月20日 | 安德烈·卡文斯最佳影片奖        | 《亲密》                                                                | 獲獎 | [ 4 ]         |
| 聖地牙哥影評人協會奖      | 2023年1月6日   | 最佳国际电影                   | 《亲密》                                                                | 提名 | [ 49 ]        |
| 旧金山影评人协会奖        | 2023年1月9日   | 最佳国际电影                   | 《亲密》                                                                | 提名 | [ 50 ]        |
| 奥斯汀影评人协会奖        | 2023年1月10日  | 最佳国际电影                   | 《亲密》                                                                | 提名 | [ 51 ]        |
| 金球獎                    | 2023年1月10日  | 最佳外語片                     | 《亲密》                                                                | 提名 | [ 52 ]        |
| 乔治亚影评人协会奖        | 2023年1月13日  | 最佳国际电影                   | 《亲密》                                                                | 提名 | [ 53 ]        |
| 评论家选择电影奖          | 2023年1月15日  | 最佳外語片                     | 《亲密》                                                                | 提名 | [ 54 ]        |
| 恩索奖                    | 2023年2月4日   | 最佳音效                       | 文森特·辛塞雷蒂（Vincent Sinceretti）、亚娜·索恩金斯（Yanna Soentjens） | 獲獎 | [ 55 ]        |
| 恩索奖                    | 2023年2月4日   | 最佳配乐                       | 瓦伦丁·哈贾吉（Valentin Hadjadj）                                       | 提名 | [ 55 ]        |
| 恩索奖                    | 2023年2月4日   | 最佳编剧                       | 盧卡斯·東特、安杰洛·蒂森斯                                              | 獲獎 | [ 55 ]        |
| 恩索奖                    | 2023年2月4日   | 最佳艺术指导                   | 伊芙·马丁（Eve Martin）                                                 | 提名 | [ 55 ]        |
| 恩索奖                    | 2023年2月4日   | 最佳服装                       | 马努·韦舒伦（Manu Verschueren）                                         | 提名 | [ 55 ]        |
| 恩索奖                    | 2023年2月4日   | 最佳导演                       | 盧卡斯·東特                                                             | 獲獎 | [ 55 ]        |
| 恩索奖                    | 2023年2月4日   | 最佳摄影                       | 弗兰克·范·登·伊登                                                       | 獲獎 | [ 55 ]        |
| 恩索奖                    | 2023年2月4日   | 最佳剪辑                       | 阿兰·德索瓦奇                                                           | 提名 | [ 55 ]        |
| 恩索奖                    | 2023年2月4日   | 最佳主角                       | 伊登·丹布林                                                             | 獲獎 | [ 55 ]        |
| 恩索奖                    | 2023年2月4日   | 最佳配角                       | 古斯塔夫·德瓦勒、爱蜜丽·德奎恩、莉娅·德鲁克                             | 提名 | [ 55 ]        |
| 恩索奖                    | 2023年2月4日   | 最佳影片                       | 《亲密》                                                                | 獲獎 | [ 55 ]        |
| 卫星奖                    | 2023年2月11日  | 最佳外语片                     | 《亲密》                                                                | 提名 | [ 56 ]        |
| 卫星奖                    | 2023年2月11日  | 最佳原创剧本                   | 盧卡斯·東特、安杰洛·蒂森斯                                              | 提名 | [ 56 ]        |
| 休斯顿影评人协会奖        | 2023年2月18日  | 最佳外语片                     | 《亲密》                                                                | 提名 | [ 57 ]        |
| 好萊塢影評人協會奖        | 2023年2月24日  | 最佳国际电影                   | 《亲密》                                                                | 提名 | [ 58 ]        |
| 奧斯卡金像獎              | 2023年3月12日  | 最佳国际影片                   | 《亲密》                                                                | 提名 | [ 59 ]        |